# Kościół św. Bartłomieja w Tarxien
Kościół pw. świętego Bartłomieja Apostoła (malt. Il-knisja ta’ San Bartilmew, ang. Church of Bartholomew the Apostle), znany też pod wezwaniem Matki Bożej Dobrej Rady (malt. tal-Madonna tal-Bon Kunsill, ang. Our Lady of Good Counsel) – rzymskokatolicki kościół w Tarxien na Malcie.

## Historia
Historia kościoła sięga XVIII wieku. Jego fundatorem był, zaangażowany w swojej pracy parafialnej, ksiądz Bert Mangion, który zapisem notarialnym w dniu 29 lipca 1759 zostawił fundusze potrzebne do jego budowy. Życzeniem darczyńcy było, by kościół otrzymał wezwanie św. Bartłomieja, jego patrona, oraz Matki Bożej Dobrej Rady.

Projektantem kościoła był maltański architekt Giuseppe Bonnici. Kamień węgielny, za aprobatą ówczesnego biskupa Malty Bartolomé Rulla, położono 30 kwietnia 1764. Budowa świątyni trwała 12 lat; gotowy kościół pobłogosławił 10 marca 1776 ks. Ġwann Psaila, proboszcz parafii Tarxien.

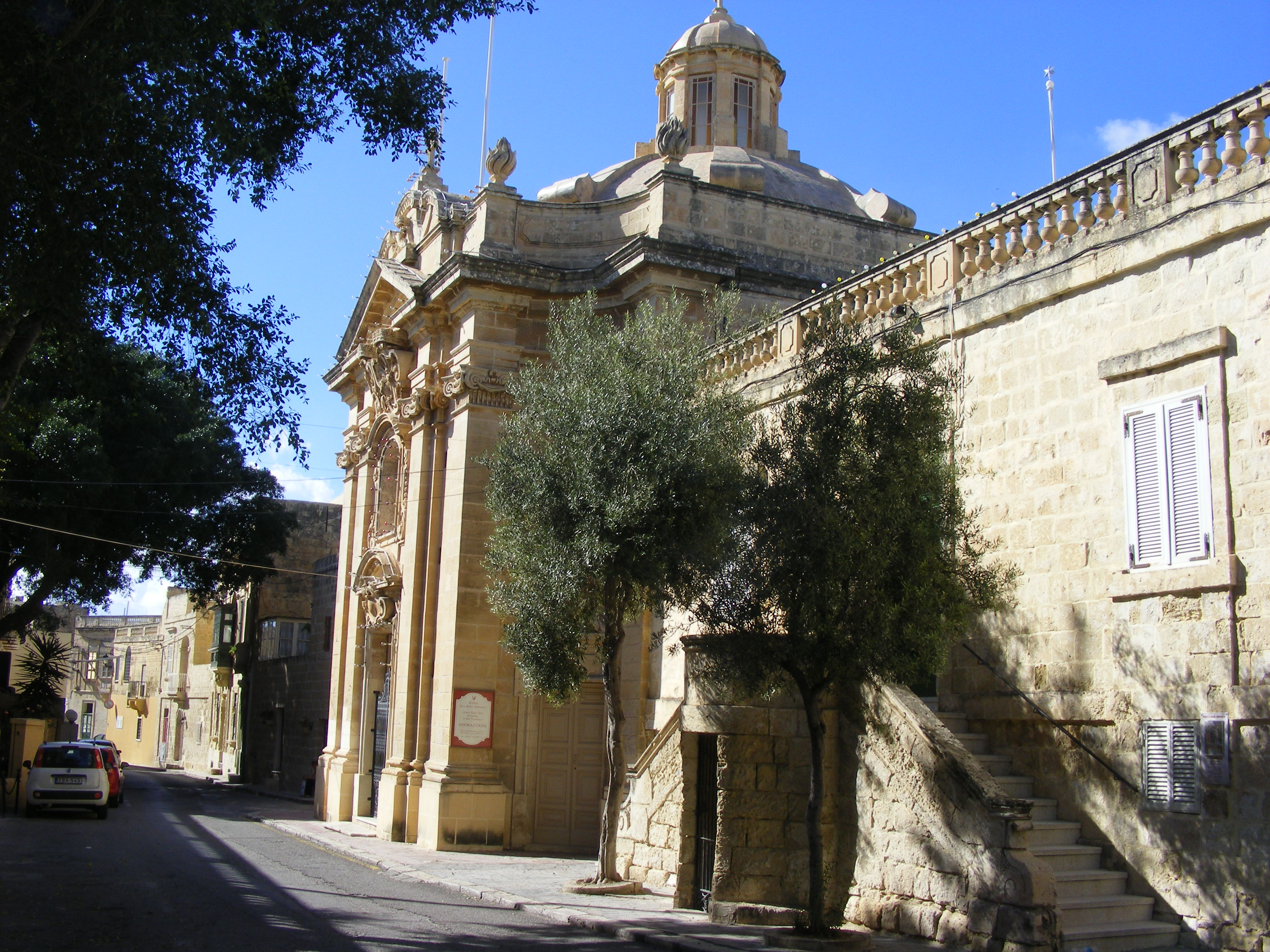
Domus Curialis przylegający do kościoła

 Równocześnie ze świątynią powstał, przylegający do niej, rozległy budynek zwany „Domus Curialis”, mający być siedzibą proboszcza. Do dziś służy on parafii w Tarxien. Zbudowane zostało również niezależne mieszkanie dla zakrystiana, z bezpośrednim wejściem do kościoła.
Pierwszy festyn w święto patronalne urządzono 23 sierpnia 1776.
30 kwietnia 1797, na prośbę proboszcza, biskup Vincenzo Labini konsekrował kościół.

## Architektura

### Wygląd zewnętrzny
Fasada kościoła jest elegancka i oryginalna. Tworzą ją proste pilastry w stylu jońskim, osadzone na wysokich cokołach. Kapitel każdego pilastra tworzą woluta, feston i element kwiatowy na szczycie. Na nich wsparte jest szerokie belkowanie z ciężkim gzymsem. Nad częścią centralną prosty trójkątny fronton. Ponad wszystkim góruje prosta pełna balustrada z kamiennymi płonącymi urnami, umieszczonymi na jej końcach. Na środku balustrady ozdobny przerwany półokrągły cokół z krzyżem na szczycie. Na cokole atrybuty św. Bartłomieja – nóż i palma męczennika. Gdy boczne segmenty fasady są proste, cała dekoracja architektoniczna skoncentrowana jest w jej centralnej części. Główne wejście tworzą prostokątne drzwi z kamiennymi listwami wokół, kartuszem i półokrągłym naczółkiem. Bezpośrednio nad portalem widać mocno zdobione okno. Pomiędzy oknem a szczytowym frontonem dwa duże kartusze, mieszczące promieniujące symbole Najświętszego Serca Jezusa oraz Niepokalanego Serca Maryi.
Frontowe narożniki budynku są półokrągło ścięte. W nich, pomiędzy pilastrami, identycznymi jak na fasadzie, znajdują się boczne wejścia, otoczone ozdobną ramą i zwieńczone trójkątnym naczółkiem. Z tyłu, nad lewą boczną ścianą wznosi się niewielka dzwonnica z jednym dzwonkiem, której wykończenie jest podobne do szczytu fasady.

### Wnętrze

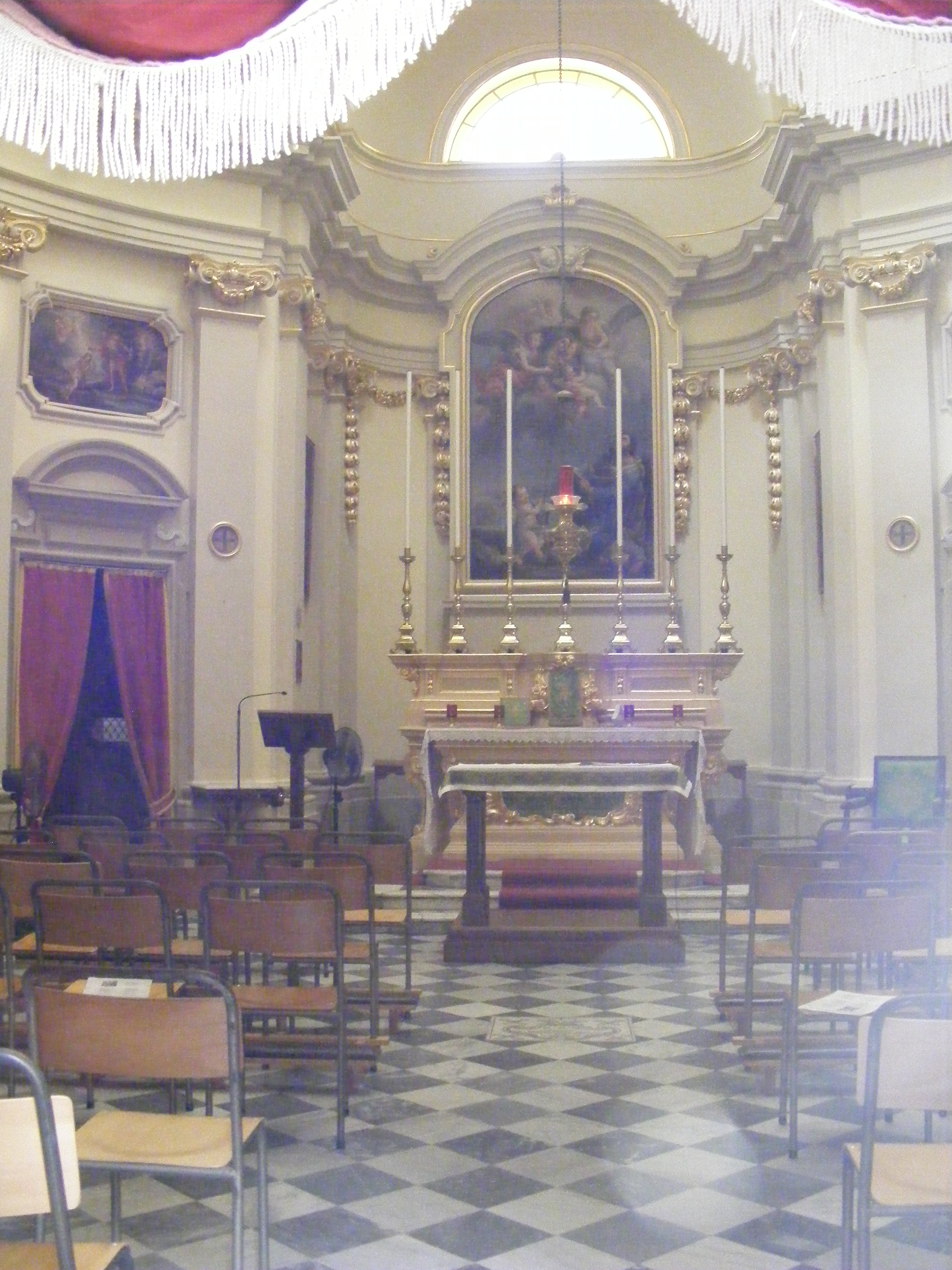
Wnętrze kościoła. Nad ołtarzem głównym widoczna luneta

Kościół wewnątrz ozdobiony jest w podobnym stylu, jak na fasadzie. Kapitele jońskich pilastrów również zawierają festony i kwiaty. Ciężki gzyms obiega całe wnętrze. Między czterema dużymi łukami widać cztery lunety, doświetlające wnętrze, zaś całość wznosi się do góry, utrzymując kopułę z latarnią.

W kościele znajdują się trzy ołtarze. Ołtarz główny, zbudowany w stylu końcowego baroku – rokoko, co najbardziej widoczne jest na zdobieniach tabernakulum oraz mensy.

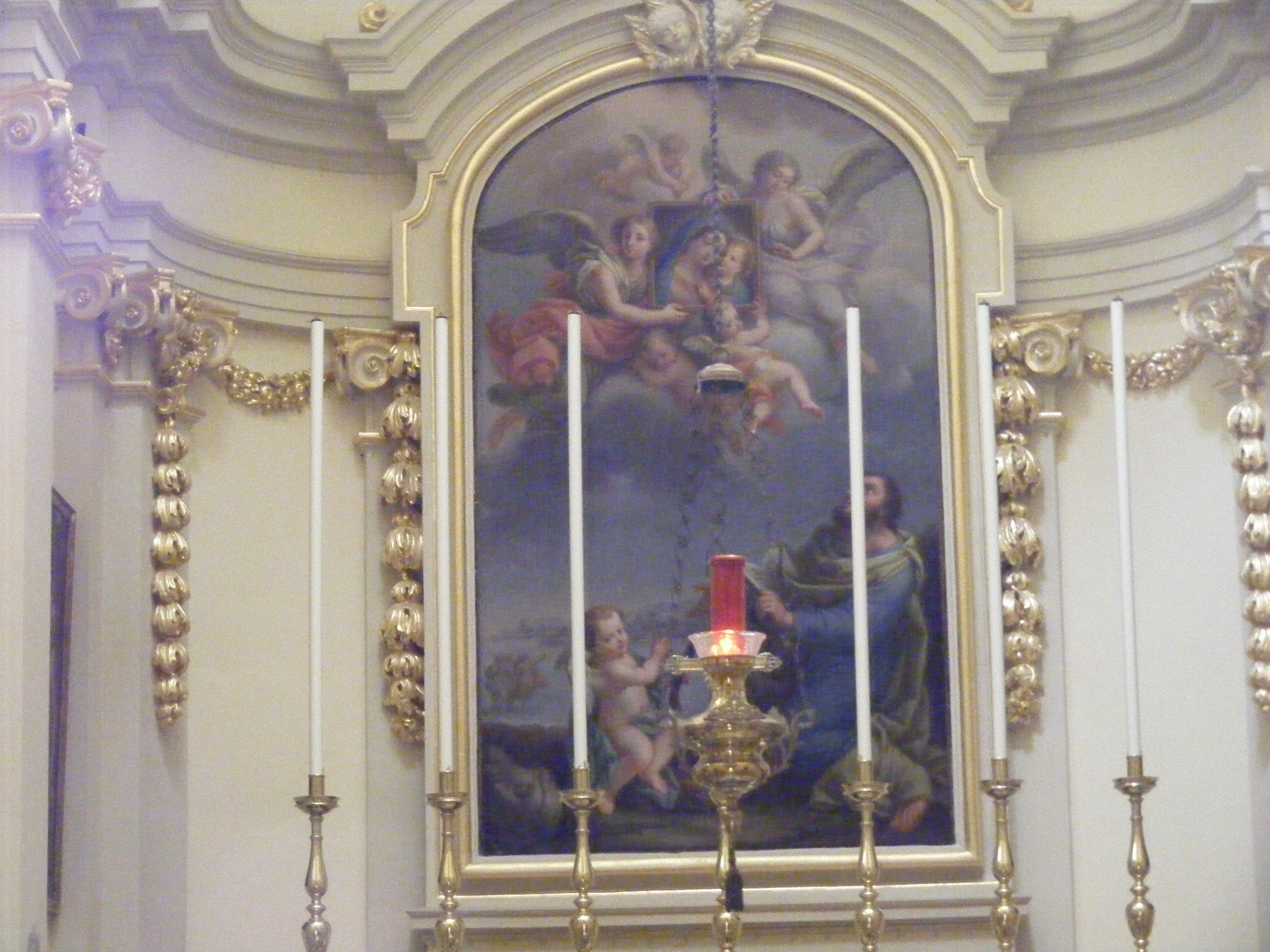
Obraz tytularny

 Nad ołtarzem obraz maltańskiego malarza Rokku Buhagiara z 1776, przedstawiający św. Bartłomieja w towarzystwie anioła trzymającego nóż – atrybut Świętego. Na tle chmur dwa duże anioły w otoczeniu putti, trzymają obraz Matki Bożej Dobrej Rady.
Na bocznych ścianach apsydy dwa obrazy niewielkiej wartości artystycznej. Po lewej obraz Męczeństwo św. Bartłomieja, po prawej zaś Madonna i św. Monika. Na tym drugim również wizerunek ks. Berta Mangiona, fundatora kościoła.

Po lewej stronie nawy ołtarz Matki Boskiej Bolesnej z obrazem z 1717. Prawa strona zajęta przez ołtarz św. Andrzeja Avellino z obrazem św. Izydora.
W czterech rogach kościoła widzimy oryginalne boczne drzwi, zamknięte żelaznymi ozdobnymi kratami. Ich portale są proste, lecz eleganckie. Nad drzwiami umieszczone są cztery obrazy przedstawiające Chrzest Jezusa w rzece Jordan, Konsekrację św. Publiusza, Śmierć św. Franciszka Ksawerego oraz Śmierć św. Józefa. Ich autor jest nieznany.

Nad wejściem znajduje się drewniana galeria organowa, wykonana w stylu pasującym do reszty kościoła.

## Kościół dzisiaj
Obecnie kościół jest bardzo dobrze utrzymany i co roku, w sierpniu, obchodzone jest święto liturgiczne św. Bartłomieja oraz Matki Bożej Dobrej Rady. Zawierane są tutaj małżeństwa oraz odbywają się rocznicowe msze święte. W kościele odbywa się wieczysta adoracja eucharystyczna.

## Ochrona dziedzictwa kulturowego
Budynek kościoła umieszczony jest na liście National Inventory of the Cultural Property of the Maltese Islands pod nr. 2033.